# こーしょー19さい
『こーしょー19さい』は、逸架ぱずるによる日本の漫画作品。双葉社の月刊漫画雑誌『メンズヤング』にて2008年5月号より2012年3月号（休刊号）にかけて連載。同誌休刊後は『コミックハイ!』（同社刊）に移籍して2012年12月号まで連載した4コマ漫画である。
自称『永遠の19歳』だが顔出しNGの声優・和泉乃音の声優としての成長をコメディタッチで描く作品。大部分が"大人の関係"を扱った『メンズヤング』誌の連載作品の中で異色の存在である。声優として頑張る姿が読者の共感を呼ぶ。

## 登場人物

### 主人公
和泉 乃音（いずみ のおと）
この作品の主人公で声優。目標は元声優の母親。ロングのツインテールにアホ毛が特徴の活発な女の子。自称『永遠の19歳』。連載開始時は11歳の小学5年生だったが進級して最終回では12歳の新中学1年生。まだ未成年ということもあって顔出しNGで声優活動をしており、業界でも素顔を知らない人がいる。そのためアニメファンや声優ファンからは正体はオバサン、残念な顔、年齢詐称、実は男など色々な噂をされている。街中でこの手の噂をしている人を見ると年上でもキックを入れる時があり、またクラスの男子にたいしても物怖じしない気の強い性格でもある。本人は努力家で向上心があり、人一倍頑張る。身長が低いため、オーディションではマイクが高すぎて届かないこともしばしば。声優としてはまだ駆け出しであり仕事は脇役や自販機の音声案内などが中心だったが深夜アニメ「ピュアカラー」で初のレギュラー（ヒロインの妹で七色奏/準主役）の座を射止めた。学校では声優というのを生かして放送委員を務めているが声優活動は内緒にしており知っているのは友達の美咲1人だけである。その後、卒業式にて先生も声優業のことを知っていたことが判明。顔出しNGということで事務所の公式プロフィールやブログ、雑誌での紹介などでは顔写真のかわりにクマのぬいぐるみの画像を主に使用。また、ラジオの番組宣伝のスチルでは顔を隠すためにスタッフが用意したクマの被り物を被っていたりしたことからファンには和泉乃音＝クマのイメージが定着してきている。乃音個人のファンも結構ついてきているようで誕生日にはプレゼントが事務所に届くが19歳を名乗っているせいで勝負下着や酒類なども贈られてくる。胸の成長が遅いことを気にしているようである。

### 乃音の家族
乃音の父
声優事務所「リトルプロ」のマネージャーとして乃音を支えるが親バカな面も時々見受けられる。乃音のマネージャー以外にも同じ事務所の中島葉子や岩下うみかのマネージャーも兼任している。38歳。乃音の母の雪乃とはできちゃった結婚で雪乃が声優活動休止する原因を作った人でもある。音痴。
和泉雪乃（いずみゆきの）
乃音の母。自称『永遠の17歳』。実年齢は連載開始時点で35歳。実力派人気声優として活躍していたが出産をきっかけに休業中。現役時代は色々な伝説があったようである。「魔法少女トリプルハート」のメインキャラを演じてた時には松島月子、宮島花恵とともに声優アイドルグループ「雪月花」を結成していた。普段はいいお母さんであるが時々乃音にいらんことを教えたりもしている。休業中ということと乃音を七光りのように見られたくないため、普段はめったに表には出ないが（お迎えに行く程度）乃音が風邪で体調不良の時には収録に付き添って行き代役を務めて（その時に声の使い分けで和泉雪乃17歳と名乗った。）さらに若手声優にアドバイスなどもしていた。その時は本格的に復帰する気はなかったのだが「ピュアカラーvsトリプルハート」の特番をきっかけに活動を再開。その後「マジカルベーカリー」にて本格的に復帰。

### 学校関係
桜井 美咲（さくらい みさき）
乃音のクラスメイトで親友でもありよき理解者でもある。幼稚園からずっと乃音と一緒で乃音いわく「すいもあまいもかみわけたなか」。学校関係では乃音が声優をしていることを知っているのは美咲だけである。初期の頃はアニメにはあまり詳しくなかったようだが今では乃音の影響もあり中島や岩下の演じた役も把握するほどでピュアカラーの特集が載ったアニメ雑誌を買っている。アニメ好きの兄がいる

### 声優の関係者
中島 葉子（なかじま ようこ）
乃音の所属する「リトルプロ」の先輩声優で面倒見がよくムードメーカー的存在であり乃音や岩下のお姉さん的ポジション。乃音は「ナカジさん」と呼んでいる。こちらも自称『永遠の19歳』。かなりの酒好きで酒豪。酒の飲みすぎで倒れたこともあるようで酒絡みの失敗も多々あるようである。人気声優らしくスケジュールは結構詰まっていて「ピュアカラー」では悪の女幹部ヴァイオレットを演じている。また劇団にも所属しており声優業の合間をぬって舞台公演もこなしている。性格はざっくばらんでオヤジくさいところがあり下ネタの発言がわりと多く「ピュアカラー」の大空監督をからかったりしている。ずぶといように見えるがファミレスのフェアで自分のメイド服姿の巨大ポスターや音声ガイドが使われているのが見つかった時には本気で恥ずかしがっていた。作中では声優大賞の助演女優賞を受賞。同期で同じ人気声優である小早川悠はよき友人でありライバル。小早川からは「よっきゅん」と呼ばれているが中島本人は恥ずかしいので嫌がっている。年齢は乃音の母雪乃とそんなに変わらないらしい。
岩下 うみか（いわした うみか）
乃音の所属する「リトルプロ」の新人声優で乃音の後輩。あだ名は「いわうー」。趣味は読書。メガネをかけた巨乳（Gカップ）キャラで動きのあるコマでは常に「たゆん」と乳揺れの擬音が入る。中島には巨乳をよくセクハラされている。アナウンサーを目指していたが自分で快活さが足りないと思い声優業に進路を変更した。新人ではあるが大学卒業→声優専門学校→声優養成所→声優事務所とかなり下積みが長く年齢は乃音の倍？だそうである。まだ声優業だけでは食べていけないため短期アルバイトを掛け持ちでやっている。素直でおっとりした性格で乃音の年齢の頃は性知識には疎かった。同人誌を買ったりBL系に詳しかったりと腐女子っぽい面がある模様。また恥ずかしいの基準がずれているようで普段着でのミニスカートは恥ずかしくて着られないが喫茶店の制服はミニでも大丈夫だそうである。いくつかの仕事をこなしたあと乃音や中島と一緒に「ピュアカラー」のオーディションを受けメインキャラの1人ピュアイエロー役に合格した。乃音とはいいコンビ。
小早川 悠（こばやかわ ゆう）
「忙しすぎて一分一秒も止まってられない」「目にも留まらぬ速さで仕事をこなす」などの噂を持つ超人気声優。好きなことは仕事というタイプでテレビなどの仕事もやっている。乃音は初めて会った時に芝居の上手さなどにうっとりとしていた。中島からは「コバ」と呼ばれている。頑張り屋でまっすぐな性格だがその言動で無意識に中島を振り回したりもしている。役作りは「スッと降りてくる」タイプらしいが中島いわく「宇宙人とか未来人とかと交信してる」。「ピュアカラー」では主役のピュアマゼンダを演じておりピュアカラー第二期では妹役の乃音とインターネットラジオもやっている。体力作りも兼ねて自転車で収録スタジオに来る時もあるが千葉の実家から都内まで来ることもある。そのためか食欲旺盛で差し入れのお菓子を全部1人で食べてしまうこともあるようである。中島とはお互い親友でありライバルと思っており中島の声優大賞の助演女優賞授賞式の時にはプレゼンターを務めた。小早川自身は過去に声優大賞の主演女優賞を受賞している。
沢上 みかげ（さわがみ みかげ）
「ピュアカラー」で主役の1人ピュアシアンを演じる声優。素の時はものすごい引っ込み思案でネガティブ思考でありひたすら謝ったりひどい時にはどこかに雲隠れしてしまうがマイクを持たせるとがらりと性格が変わり強気になりプロの声優らしくなる。そのため部屋などに閉じこもった時には部屋に入り口の前にマイクを置いておき誘い出す作戦がとられる。ただし歌のマイクはなかなか離さない。乃音は「ピュアカラー」収録の時には絡みが少なかったこともありまともに会ったのは本放送終了後のBD発売イベントの時であった。その後は時々収録現場で会っているがやはりマイクがない時はどこかに隠れてしまうようである。実の姉がマネージャーを務めている。見た目と性格がみかげにそっくりではあるが対人耐性は姉のほうがあるようである。歌が上手く過去に声優大賞の歌唱賞を受賞している。
松島 月子（まつしま つきこ）
ベ テラン声優でかつて雪乃とともに声優アイドルグループユニット「雪月花」を結成していた。雪乃の活動停止後も友人としての付き合いは続いていたようで乃音のこともちいさい頃から知っている。見た目は長身のショートヘアーで所謂ヅカ系イケメン。声もイケメン男性ボイスで乃音ですらドキドキさせてしまう。「ピュアカラーvsトリプルハート」の特番で乃音達と共演。年齢は雪乃より上のようである。
宮島 花恵（みやじま はなえ）
松島と同じくベテラン声優でかつて雪乃とともに声優アイドルグループユニット「雪月花」を結成していた。雪乃の活動停止後も友人としての付き合いは続いていたようで乃音のこともちいさい頃から知っていてオムツの交換もしたことがあるらしい。外見は低めの身長にニコ目。「ピュアカラーvsトリプルハート」の特番で乃音達と共演。特技は声帯模写で趣味はイタズラ。こちらも年齢は雪乃より上のようである。
小宮山 映（こみやま えい）
男性のベテラン声優で「マジカルベーカリー」にて乃音達と共演。天然タイプの性格でかつマイペース。フランス語もしゃべれる。

### スタッフ及び関係者
大空 慎之介（おおぞら しんのすけ）
新進気鋭の人気アニメ監督。「ピュアカラー」の監督で、脚本家として脚本を書くこともあるようである。33歳。
元々は劇団所属の俳優で、その関係から演技指導が本職顔負け。
魔法少女アニメが大好きなのだがその言動から中島にはロリコンや変態呼ばわりされている。また中島の下ネタの被害にあう回数も多くさらに突っ込みを入れられる回数も多い。中島の声優大賞の助演女優賞受賞をお祝いした際には夢じゃないかと中島にグーで殴られていた。黙っていればかっこいいタイプでありメイド服も似合ってしまうイケメン。
四宮 メグミ（しのみや メグミ）
写真家兼アニメーション作家で映像監督としてcm・webアニメ・短編アニメなども手がける。代表作に女の子を花などで盛ってデコレーションした女体盛りシリーズがある。金髪碧眼と見た目は外国人なのだが国籍は日本人で英語はスラングのみわかるらしい。会話の最後に「デスヨ」とつける癖がありそのため周りの人達からはデスヨ監督と呼ばれている。乃音とは酒造のcm作成の時に知り合い、後にリトルプロのホームページリニューアルも手がけた。本名は四宮・マーガレット・メグミ。

## 書誌情報
- 逸架ぱずる『こーしょー19さい』 双葉社〈アクションコミックスコミックハイブランド〉、全3巻
  1. 2010年3月27日発行（同日発売）、ISBN 978-4-575-94273-6
  2. 2011年7月12日発行（同日発売）、ISBN 978-4-575-94326-9
  3. 2013年1月12日発行（同日発売）、ISBN 978-4-575-94375-7